# Карл-Гайнц Меле
Карл-Гайнц Меле (нім. Karl-Heinz Moehle; 31 липня 1910 — 17 листопада 1996) — німецький офіцер-підводник, корветтен-капітан крігсмаріне. Кавалер Лицарського хреста Залізного хреста.

## Біографія
1 квітня 1930 року вступив на флот. Служив на лінійному кораблі «Шлезвіг-Гольштейн». У березні 1936 року переведений в підводний флот. З 1 жовтня 1937 по 17 січня 1940 року командував підводним човном U-20, на якому зробив 6 походів у Північне море (провівши в морі загалом 71 день) і потопив 8 суден. 30 травня 1940 року призначений командиром підводного човна U-123. Керував його діями в 4 походах (всього 126 днів в море). Під час свого 2-го походу в Північну Атлантику 23 листопада 1940 року атакував конвой ОВ 244 і протягом 5 годин потопив 4 судна загальною водотоннажністю 20 885 брт. Всього за час військових дій потопив 21 судно загальною водотоннажністю 92 086 брт. 19 травня 1941 року передав командування U-123 капітану Райнгарду Гардегену. З червня 1941 року командував 5-ю флотилією і базою підводних човнів в Кілі. Після закінчення війни в червні 1945 року заарештований, в 1946 році в якості обвинуваченого постав перед судом. Меле був звинувачений у причетності до потоплення «Лаконії» підводним човном Вернера Гартенштайна і засуджений до 5 років в'язниці. У листопаді 1949 року звільнений.

## Звання
- Кандидат в офіцери (1 квітня 1930)
- Кадет (10 жовтня 1930)
- Фенріх-цур-зее (1 січня 1932)
- Обер-фенріх-цур-зее (1 квітня 1934)
- Лейтенант-цур-зее (1 жовтня 1934)
- Оберлейтенант-цур-зее (1 червня 1936)
- Капітан-лейтенант (1 квітня 1939)
- Корветтен-капітан (1 квітня 1943)

## Нагороди
- Медаль «За вислугу років у Вермахті» 4-го класу (2 жовтня 1936)
- Залізний хрест
  - 2-го класу (23 вересня 1939)
  - 1-го класу (24 жовтня 1940)
- Нагрудний знак підводника (17 жовтня 1939)
- Орден Заслуг (Угорщина), лицарський хрест (19 грудня 1939)
- Медаль «У пам'ять 1 жовтня 1938» (20 грудня 1939)
- Двічі відзначений у Вермахтберіхт (19 жовтня 1940 і 24 лютого 1941)
- Лицарський хрест Залізного хреста (26 лютого 1941)
- Хрест «За військову доблесть» (Італія) з мечами (1 листопада 1941)
- Хрест Воєнних заслуг
  - 2-го класу з мечами (1 вересня 1944)
  - 1-го класу з мечами (30 січня 1945)
- Німецький хрест у сріблі (1 травня 1945)